# Крок (кантон)
Крок (фр. Crocq) — кантон во Франции, находится в регионе Лимузен. Департамент кантона — Крёз. Входит в состав округа Обюссон. Население кантона на 2006 год составляло 3042 человек.
Код INSEE кантона — 2313. Всего в кантон Крок входят 14 коммун, из них главной коммуной является Крок.

## Коммуны кантона
- Бавиль — население 181 чел.
- Крок (Крёз) — население 506 чел.
- Флейя — население 349 чел.
- Ла-Мазьер-о-Бонз-Омм — население 63 чел.
- Ла-Вильнёв — население 73 чел.
- Ла-Вильтель — население 165 чел.
- Мереншаль — население 762 чел.
- Поншарро — население 88 чел.
- Сент-Аньян-пре-Крок — население 202 чел.
- Сен-Бар — население 104 чел.
- Сен-Жорж-Нигремон — население 155 чел.
- Сен-Морис-пре-Крок — население 118 чел.
- Сент-Ораду-пре-Крок — население 119 чел.
- Сен-Парду-д’Арне — население 157 чел.